# Gemeinschaft der sozialistischen Arbeit
Gemeinschaft der sozialistischen Arbeit war eine staatliche Auszeichnung  der Deutschen Demokratischen Republik (DDR), welche in Form eines Ehrentitels mit Urkunde und einer tragbaren Medaille verliehen wurde.

## Beschreibung
Gestiftet wurde der Titel am 28. April 1960. Seine Verleihung erfolgte an Gemeinschaften im Bereich der Verwaltung, wenn diese wesentliche Beiträge zur Förderung des technischen Fortschritts geleistet hatten. In erster Linie hier die Entwicklung neuer Technologien und deren Praxiseinführung und die Durchsetzung neuer und besserer Arbeitsverfahren durch Optimierung der Arbeitsorganisation. Die Verbesserung musste zur Erhöhung der Arbeitsproduktivität und Senkung der Selbstkosten führen sowie vom volkswirtschaftlichen Nutzen sein. Die Anzahl der Verleihungen betrug im Jahr 1960 284 und 1961 655 Gemeinschaften. Am 15. März 1962 wurde auch dieser Titel eingestellt, Nachfolger wurde der neue Ehrentitel Kollektiv der sozialistischen Arbeit.

## Medaille zum Ehrentitel

### Aussehen

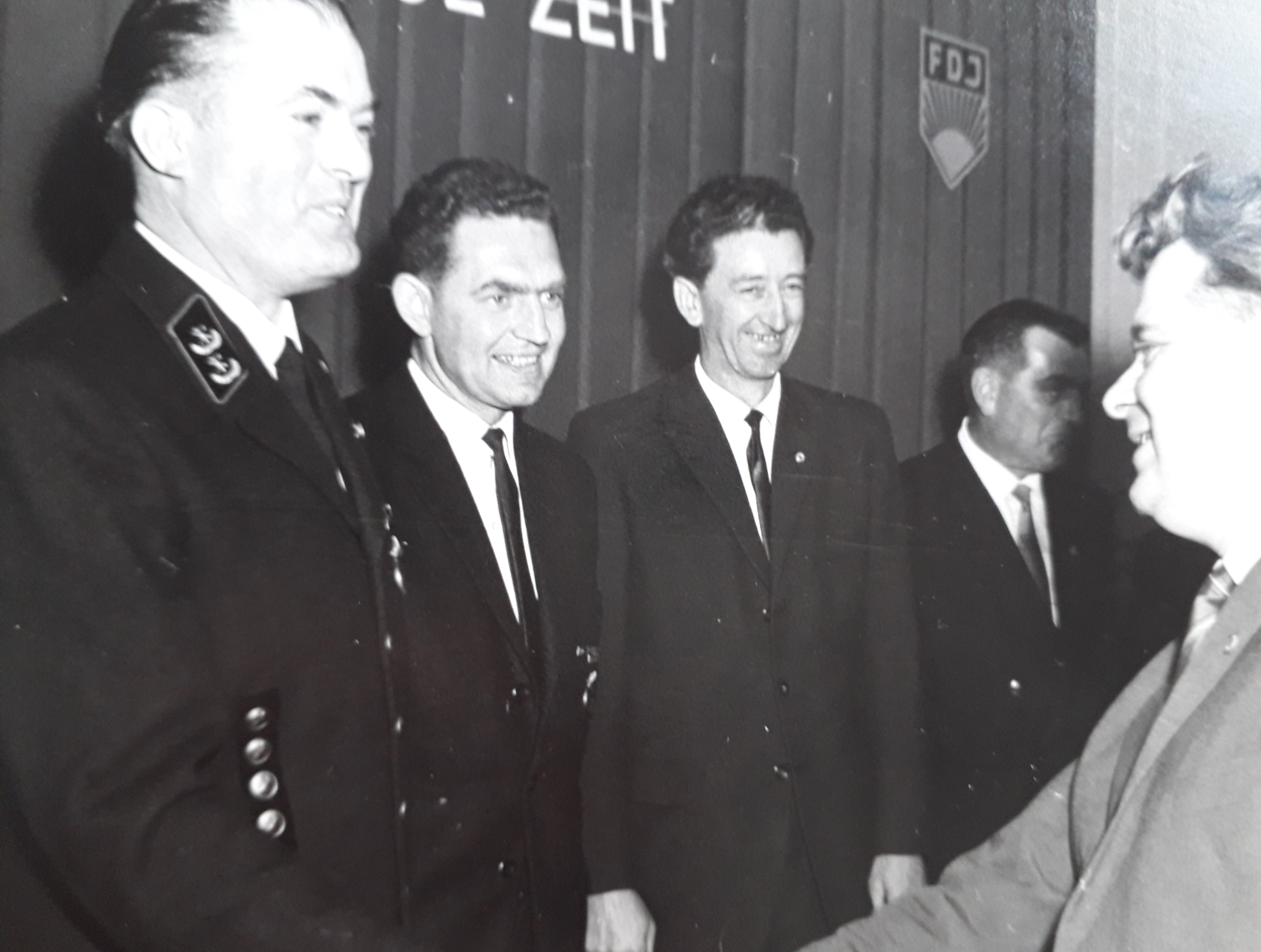
Ordensverleihung in einem VEB

Die Medaille in Form eines Sternes mit gerundeten Ecken war bis Ende 1960 bronzen, danach versilbert und war 30 × 20 mm groß und zeigte auf seinem Avers mittig ein rot emailliertes Medaillon mit Hammer und Zirkel, die beidseitig von je einer Ähre flankiert werden. Um das Medaillon herum ist ein Schriftring mit der Umschrift: GEMEINSCHAFT DER SOZIALISTISCHEN ARBEIT. An allen vier Ecken des Sternes ist je ein Eichenlaubblatt aufgelegt. Das Revers der Medaille (Sterns) zeigt dagegen die fünfzeilige Inschrift: SOZIALISTISCH / ARBEITEN / LERNEN UND / LEBEN sowie darunter zwei waagerecht zueinander liegende Eichenblätter.

### Trageweise
Getragen wurde die Medaille zunächst auch auf einer bronze, ab Ende 1960 an einer versilberten rot emaillierten Spange mit den Maßen 25 × 9 mm an der linken oberen Brustseite. In dieser ist ein waagrechtes Feld in der Größe 17 × 4 mm eingeprägt worden, das ebenfalls waagerecht die emaillierten Farben Schwarz, Rot und Gold zeigt.